# Bala na Cara
Bala na Cara, conhecidos também por BNC, Os Leão, Os Ta No Chão ou 2.13.3, é  uma das maiores e mais violenta organização criminosa do Rio Grande do Sul. Assim como outras organizações, surgiu em Porto Alegre, no bairro Bom Jesus, onde atualmente é o QG da facção, também atuam principalmente na Zona Sul de Porto Alegre. José Dalvani Nunes Rodrigues, o Minhoca, é apontado como um dos principais líderes da facção. os Bala na Cara também usam a frase "Tudo 2" como marcação de território.

## História
Bala na Cara é uma facção criminosa que surgiu no início dos anos 2000, formada por um grupo de jovens desajustados. O nome da facção ficou conhecido após a quadrilha executar um desafeto com vários disparos no rosto, um ato que ficou marcado como símbolo de sua violência. A partir desse momento, a facção ganhou notoriedade, e foi assim que ela começou a se expandir.
Com o tempo, a quadrilha passou a recrutar novos membros sem exigir regras rígidas. Quem se afiliava à facção não precisava seguir todas as ordens de seus superiores, sendo exigido apenas o pagamento de uma taxa sobre os lucros provenientes do tráfico de drogas. Em troca, a Bala na Cara oferecia proteção, fornecia armas e garantia que o nome da facção causava medo nas pessoas.
Essa abordagem mais flexível fez com que a facção crescesse rapidamente, conquistando fama em Porto Alegre devido à sua extrema violência e à forma brutal com que executavam rivais e pessoas que não cumpriam com suas dívidas. Em um dos episódios mais marcantes, um ex-integrante da Bala na Cara decidiu denunciar a facção, revelando informações sobre seus lucros e atividades ilícitas. Na época, a facção era muito nova e pouco conhecida, mas logo revelou que com poucos anos de existência, a Bala na Cara já faturava 10 milhões de reais por mês e tinha mais de 120 homicídios vinculados a facção, quase todos com o mesmo padrão de execução: diversos disparos no rosto das vítimas.
Nos últimos anos, a Bala na Cara estreitou laços com o Comando Vermelho (CV), uma das maiores facções criminosas do Brasil, estabelecendo um vínculo de aliança no tráfico de drogas e em outras atividades ilícitas. Essa associação fortaleceu ainda mais a facção, ampliando sua influência e sua capacidade de operação em várias regiões do estado.
Embora a polícia tenha conseguido prender muitos dos líderes da Bala na Cara ao longo dos anos e a facção tenha perdido parte de sua força devido às intensas disputas entre grupos criminosos, ela continua sendo uma organização criminosa poderosa no estado do Rio Grande do Sul. Atualmente, a facção mantém sua predominância em cidades como Serafina, Santo Ângelo, Cachoeirinha e Bento Gonçalves atuando junto a Os Aberto, além de ter uma presença significativa em Caxias do Sul, Canoas, Flores da Cunha e Porto Alegre, também tem presença em cidades próximas a região litoral do Rio Grande do Sul.

## Guerra com a facção V7
Com o crescimento da Bala na Cara, surgiu a facção V7, que passou a tentar atrasar sua expansão. O conflito entre essas duas facções teve início em 2016, após o sequestro de Jeferson Lapuente, um integrante da BNC. Após o sequestro, o corpo de Lapuente foi encontrado decapitado e enrolado em um edredom, com a inscrição "Bala nos Bala". Esse episódio marcou o início oficial da guerra entre as facções. Entre 2016 e 2018, o conflito entre V7/Antibala, Bala na Cara, Os Mano e Os Aberto resultou em mais de 400 homicídios, tornando esse período um dos mais violentos do Rio Grande do Sul.